# Yasuhiro Nightow

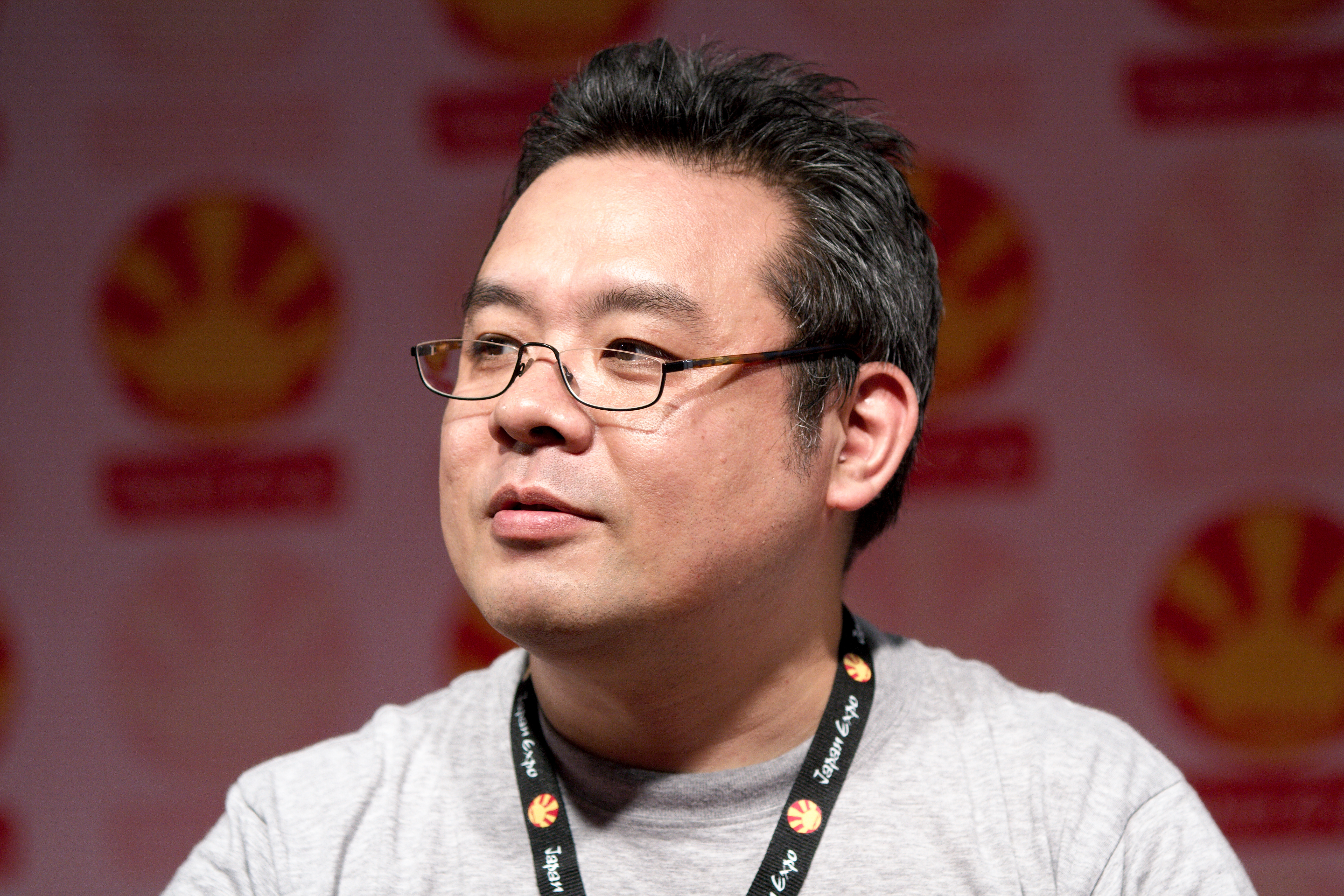
Yasuhiro Nightow auf der Japan Expo 2011 in Paris

Yasuhiro Nightow (jap. 内藤 泰弘, Naitō Yasuhiro; * 8. April 1967 in Yokohama, Präfektur Kanagawa, Japan) ist ein japanischer Manga-Zeichner.

## Leben
Er studierte Sozialwissenschaft an der Hōsei-Universität und kreierte während des Studiums Amateurcomics (Dōjinshi). Mit 26 Jahren gab er seine Anstellung bei Sekisui House auf, um sich ganz dem Comiczeichnen zu widmen.
Seinen ersten Comic als professioneller Zeichner veröffentlichte er 1994 mit Call XXX im Manga-Magazin Super Jump. Es folgte für das Family Computer Magazine die Serie Samurai Spirits (サムライスピリッツ) nach dem gleichnamigen Videospiel.
Nightows bekanntestes Werk ist Trigun (トライガン), das er ab 1995 im Magazin Shōnen Captain beim Tokuma-Shoten-Verlag herausbrachte. Beeinflusst von amerikanischen Comics, spielt der Manga in einer dem Wilden Westen ähnlichen Gegend, in der die Hauptfigur Vash ohne Waffengewalt Frieden zwischen den Menschen bewahren will und dabei einiges an Chaos anrichtet. Als das Shōnen Captain 1997 eingestellt wurde, musste Trigun in ein anderes Magazin wechseln; seitdem erschien der Manga unter dem Titel Trigun Maximum (トライガンマキシマム) im Magazin Young King Ours bei Shōnen Gahōsha, bis er nach zehn Jahren 2007 endete. Insgesamt erschienen von der Trigun-Reihe 17 Sammelbände. Der Manga wurde 1998 als Anime-Fernsehserie umgesetzt und ins Französische, Englische, Spanische, Italienische, Deutsche und Portugiesische übersetzt.
Im Anschluss startete 2009 Kekkai Sensen (血界戦線, auch Blood Blockade Battlefront) in der Jump Square und wechselte nach drei Ausgaben 2010 in die Jump SQ.19, die allerdings im Februar 2015 eingestellt wurde. 2015 wurde der Manga ebenfalls als Anime-Serie adaptiert.
Er war auch als Charakterdesigner für mehrere Videospiele und Animes zuständig, so etwa für Gungrave und Ōedo Rocket.